# Elżbieta Maria Mierzwińska-Nastalska
Elżbieta Maria Mierzwińska-Nastalska – polska stomatolog, prof. dr hab. nauk medycznych, profesor zwyczajny Katedry Protetyki Stomatologicznej Wydziału Lekarskiego-Dentystycznego Warszawskiego Uniwersytetu Medycznego.

## Życiorys
19 lutego 1987 obroniła pracę doktorską Wyniki leczenia farmakologicznego stomatopatii protetycznych powikłanych infekcją grzybami drożdżopodobnymi oraz jego wpływ na odpowiedź immunologiczną typu komórkowego, otrzymując doktorat, a 24 maja 2000 habilitowała się na podstawie oceny dorobku naukowego i pracy zatytułowanej Zakażenia grzybicze błony śluzowej jamy ustnej u użytkowników uzupełnień protetycznych – badania kliniczne i immunologiczne. 8 czerwca 2006 nadano jej tytuł naukowy profesora w zakresie nauk medycznych.
Pełni funkcję profesora zwyczajnego Katedry Protetyki Stomatologicznej Wydziału Lekarskiego-Dentystycznego Warszawskiego Uniwersytetu Medycznego, dziekana na Wydziale Lekarskim i Dentystycznym Warszawskiego Uniwersytetu Medycznego, wiceprezesa Ogólnopolskiego Stowarzyszenia Implantologii Stomatologicznej OSIS, oraz wiceprezydenta Polskiego Towarzystwa Stomatologicznego.

## Wybrane publikacje
- 2005: The effect of Echinacea purpurea extract ECHINAPUR on the angiogenic and chemokinetic activity of blood mononuclear leukocytes (BML) derived from healthy people and patients with oral candidiasis[1]
- 2005: The effect of Echinacea purpurea extract ECHINAPUR on the angiogenic and chemokinetic activity of human leucocytes[1]
- 2006: Zastosowanie periodontologicznej sondy Florida do oceny stanu tkanek miękkich wokół implantów śródkostnych u użytkowników protez typu overdenture[1]
- 2006: Zastosowanie wybranych kolorników w aspekcie estetyki uzupełnień stałych[1]
- 2006: Concentration of?-1 antytrypsin in serum in dependence on level of intensity of denture stomatitis[1]
- 2006: Leczenie implantoprotetyczne z zastosoweaniem wszczepów systemu Leader[1]